# Imeria albitarsis
Imeria albitarsis är en stekelart som först beskrevs av Joseph Augustine Cushman 1922.  Imeria albitarsis ingår i släktet Imeria och familjen brokparasitsteklar. Utöver nominatformen finns också underarten I. a. celebensis.